# Indisk sabeltimalia
Indisk sabeltimalia (Pomatorhinus horsfieldii) är en asiatisk fågel i familjen timalior inom ordningen tättingar.

## Utseende
Indisk sabeltimalia är en rätt liten (22 cm) medlem av släktet med vitt ögonbrynsstreck, mörkt öga och gul näbb. Ovansidan är mörkt olivgrön och undersidan vit. Flankerna och bröstsidorna är mörka och kinden svart. Liknande gråkronad sabeltimalia är större med mörkgrå hjässa (indisk sabeltimalia har ljusare grå eller brun) och rostfärgade eller svarta flanker och bröstsidor.

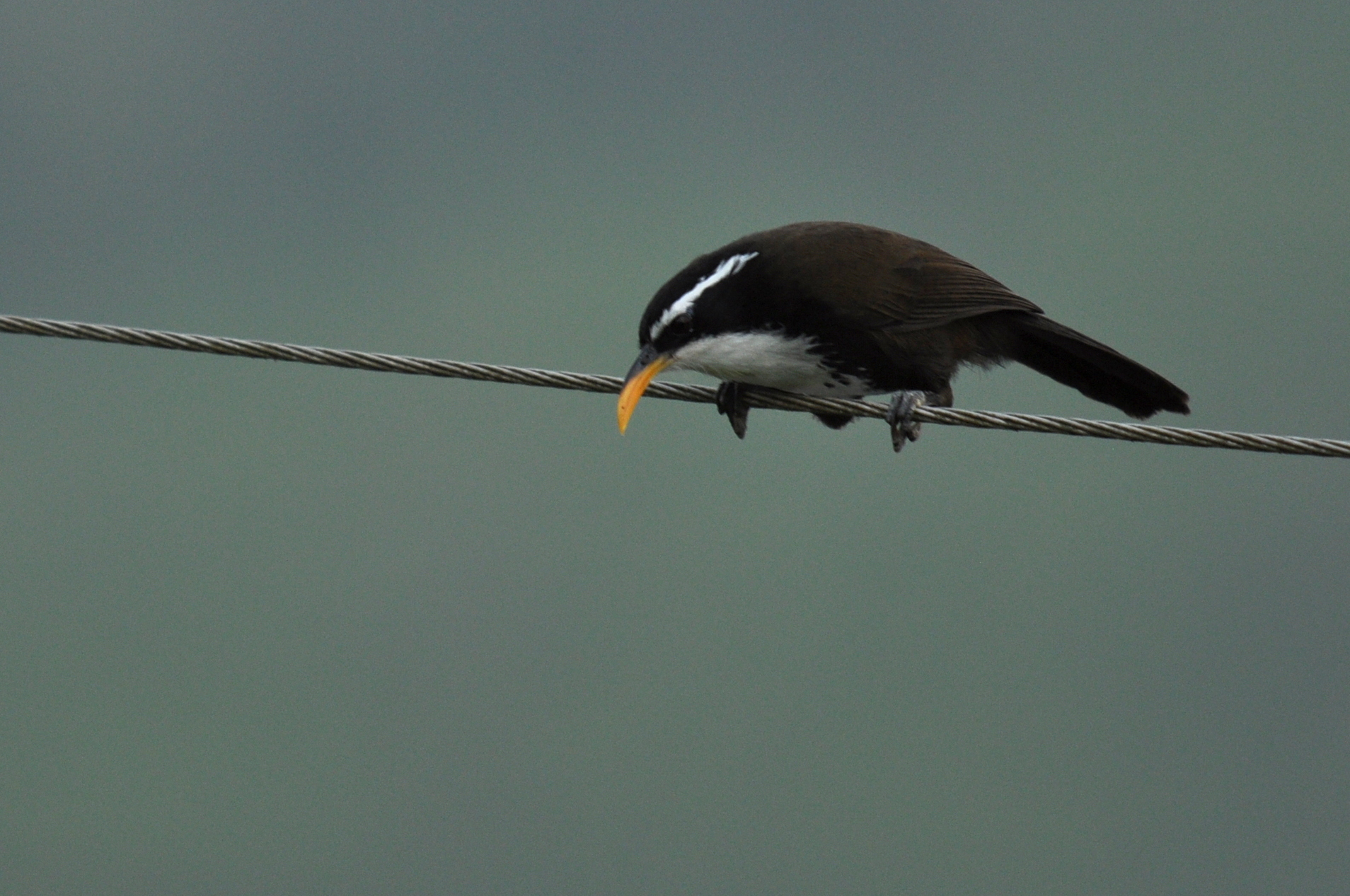

## Läten
Hanens läte är ett melodiskt "hup pu pu" som honan svarar med ett dämpat "kru kru".

## Utbredning och systematik
Indisk sabeltimalia delas in i fyra underarter med följande utbredning:
- Pomatorhinus horsfieldii obscurus – nordvästra Indien (Aravallibergen i Rajasthan)
- Pomatorhinus horsfieldii horsfieldii – västra Indien (Västra Ghats från Satpura Range till Goa)
- Pomatorhinus horsfieldii maderaspatensis – östra centrala Indien (Östra Ghats från Andhra till Salem)
- Pomatorhinus horsfieldii travancoreensis – sydvästra Indien (Västra Ghats från norra Kanara till Kerala)

Ceylonsabeltimalia (Pomatorhinus melanurus) behandlas ibland som underart till indisk sabeltimalia. Lätena är även mycket lika gråkronad sabeltimalia och det anförs som argument att den och indisk sabeltimalia möjligen utgör en och samma art.

## Levnadssätt
Indisk sabeltimalia hittas i undervegetation i skog eller plantage, men även i täta buskage och trädgårdar. Den födsöker lågt i grupper, ofta tillsammans med andra timalior, på jakt efter ryggradslösa djur.

## Status och hot
Arten har ett stort utbredningsområde och en stor population, och tros öka i antal. Utifrån dessa kriterier kategoriserar internationella naturvårdsunionen IUCN arten som livskraftig (LC).

## Namn
Fågelns vetenskapliga artnamn hedrar Thomas Horsfield (1773-1859), amerikansk naturforskare, upptäcktsresande och samlare av specimen i Ostindien 1796-1818.